# Vincenzo Sommese
Vincenzo Sommese (Nola, 22 giugno 1976) è un ex calciatore italiano,  di ruolo centrocampista.

## Carriera

### Gli esordi al Torino
Cresciuto nel Nola, vi disputa una stagione e mezza prima di passare al Torino, in Serie A: con la formazione Primavera vince il Torneo di Viareggio 1995. Inserito nella rosa della prima squadra nella stagione 1995-1996, debutta in Serie A il 6 aprile 1996 nel derby contro la Juventus vinto dai bianconeri per 2-1.
Riconfermato nelle stagioni successive di Serie B, si ritaglia sempre più spazio come titolare. Nella primavera 1998 subisce un grave infortunio al ginocchio, che lo costringe a saltare lo spareggio-promozione perso contro il Perugia; rientra nella stagione successiva, contribuendo alla promozione in Serie A dei granata. Nel campionato di Serie A 1999-2000 è titolare nel ruolo di esterno destro di centrocampo, disputando 29 partite senza evitare una nuova retrocessione in Serie B.

### Vicenza, Piacenza e ritorno a Torino
Nell'ottobre 2000, in seguito a problemi di rinnovo contrattuale, passa in comproprietà al Vicenza, in cambio di Stefano Fattori. Con i veneti si alterna a Christian Maggio sulla fascia destra, collezionando la sua terza retrocessione in Serie B della carriera. Rimane al Vicenza anche all'inizio della stagione successiva, e a gennaio passa in prestito al Piacenza, in Serie A, contribuendo con 10 presenze e un gol alla salvezza degli emiliani. A fine stagione viene riscattato dal Torino, per sostituire Antonino Asta. La stagione è negativa per la squadra, che retrocede in Serie B, e per Sommese, che colleziona la sua quarta retrocessione nella serie cadetta disputando un campionato sottotono.

### Ancona e gli anni della Serie B
Riscattato dal Vicenza, viene ceduto all'Ancona, neopromosso in Serie A, dove disputa un campionato da titolare (26 presenze e una rete su calcio di rigore nel successo interno sull'Empoli del 9 maggio 2004, che è l'ultima rete finora messa a segno dai dorici in massima serie) chiuso tuttavia all'ultimo posto con conseguente retrocessione. Dopo il fallimento della società marchigiana rimane svincolato sicché nell'ottobre seguente si accorda con il Modena, con cui disputa una stagione di Serie B. Nella stagione 2005-2006 passa al neopromosso Mantova, con cui raggiunge i play-off perdendo la finale contro il Torino. Rimane in biancorosso fino all'estate 2007, quando rescinde il contratto col Mantova a causa di sue implicazioni col calcio scommesse.
Nel gennaio 2008 viene acquistato dall'Ascoli, nel quale milita fino al 2011 indossando anche la fascia di capitano. Nel corso della stagione 2010-2011 viene posto fuori rosa dalla società marchigiana a causa di sospetti su nuove implicazioni nel calcioscommesse.

## Calcioscommesse
Nell'estate 2007 viene coinvolto per la prima volta in un'indagine su scommesse illegali nel calcio, subendo il deferimento e una squalifica per 5 mesi.
Il 1º giugno 2011 viene arrestato nell'ambito di una nuova inchiesta sul calcioscommesse, basata sulla sospetta manipolazione dei risultati delle partite del campionato di serie B e di Lega Pro, che coinvolge, tra gli altri, l'ex giocatore di Foggia, Lazio, Sampdoria e Bologna e della Nazionale Beppe Signori, il capitano dell'Atalanta Cristiano Doni, l'ex calciatore Stefano Bettarini e il giocatore dell'Ascoli Vittorio Micolucci. Il 14 dello stesso mese viene momentaneamente scarcerato, con Giuseppe Signori; il successivo 3 agosto il procuratore federale Palazzi chiede 5 anni di squalifica e il 9 agosto la richiesta del procuratore federale Palazzi viene accolta: il giocatore dovrà scontare 5 anni di squalifica più preclusione. Il 21 dicembre 2011, dopo aver fatto ricorso al TNAS, gli viene confermata la squalifica a 5 anni più preclusione.
Il 9 febbraio 2015 la procura di Cremona termina le indagini e formula per lui e altri indagati le accuse di associazione a delinquere e frode sportiva.

## Statistiche

### Presenze e reti nei club
| Stagione        | Squadra         | Campionato      | Campionato | Campionato | Coppe nazionali | Coppe nazionali | Coppe nazionali | Coppe continentali | Coppe continentali | Coppe continentali | Totale | Totale |
| Stagione        | Squadra         | Comp            | Pres       | Reti       | Comp            | Pres            | Reti            | Comp               | Pres               | Reti               | Pres   | Reti   |
| --------------- | --------------- | --------------- | ---------- | ---------- | --------------- | --------------- | --------------- | ------------------ | ------------------ | ------------------ | ------ | ------ |
| 1993-1994       | Nola            | C1              | 5          | 0          | CIC             | ?               | ?               | -                  | -                  | -                  | 5+     | 0+     |
| lug.-nov. 1994  | Nola            | C1              | 8          | 0          | CIC             | ?               | ?               | -                  | -                  | -                  | 8+     | 0+     |
| Totale Nola     | Totale Nola     | Totale Nola     | 13         | 0          |                 | ?               | ?               |                    | -                  | -                  | 13+    | 0+     |
| nov. 1994-1995  | Torino          | A               | 0          | 0          | CI              | ?               | ?               | -                  | -                  | -                  | 0+     | 0+     |
| 1995-1996       | Torino          | A               | 5          | 0          | CI              | ?               | ?               | -                  | -                  | -                  | 5+     | 0+     |
| 1996-1997       | Torino          | B               | 24         | 0          | CI              | ?               | ?               | -                  | -                  | -                  | 24+    | 0+     |
| 1997-1998       | Torino          | B               | 25         | 4          | CI              | ?               | ?               | -                  | -                  | -                  | 25+    | 4+     |
| 1998-1999       | Torino          | B               | 16         | 2          | CI              | ?               | ?               | -                  | -                  | -                  | 16+    | 2+     |
| 1999-2000       | Torino          | A               | 29         | 2          | CI              | ?               | ?               | -                  | -                  | -                  | 29+    | 2+     |
| lug.-ott. 2000  | Torino          | B               | 5          | 0          | CI              | ?               | ?               | -                  | -                  | -                  | 5+     | 0+     |
| ott. 2000-2001  | Vicenza         | A               | 25         | 4          | CI              | ?               | ?               | -                  | -                  | -                  | 25+    | 4+     |
| 2001-gen. 2002  | Vicenza         | B               | 19         | 3          | CI              | ?               | ?               | -                  | -                  | -                  | 19+    | 3+     |
| Totale Vicenza  | Totale Vicenza  | Totale Vicenza  | 44         | 7          |                 | ?               | ?               |                    | -                  | -                  | 44+    | 7+     |
| gen.-giu. 2002  | Piacenza        | A               | 10         | 1          | CI              | 0               | 0               | -                  | -                  | -                  | 10+    | 1+     |
| 2002-2003       | Torino          | A               | 24         | 1          | CI              | ?               | ?               | -                  | -                  | -                  | 24+    | 1+     |
| Totale Torino   | Totale Torino   | Totale Torino   | 128        | 9          |                 | ?               | ?               |                    | -                  | -                  | 128+   | 9+     |
| 2003-2004       | Ancona          | A               | 26         | 1          | CI              | ?               | ?               | -                  | -                  | -                  | 26+    | 1+     |
| 2004-2005       | Modena          | B               | 22         | 4          | CI              | 0               | 0               | -                  | -                  | -                  | 22     | 4      |
| 2005-2006       | Mantova         | B               | 24+3       | 3          | CI              | 1               | 0               | -                  | -                  | -                  | 28     | 3      |
| 2006-2007       | Mantova         | B               | 34         | 2          | CI              | 2               | 0               | -                  | -                  | -                  | 36     | 2      |
| Totale Mantova  | Totale Mantova  | Totale Mantova  | 58+3       | 5          |                 | 3               | 0               |                    | -                  | -                  | 64     | 5      |
| 2007-2008       | Ascoli          | B               | 17         | 3          | CI              | 0               | 0               | -                  | -                  | -                  | 17     | 3      |
| 2008-2009       | Ascoli          | B               | 35         | 2          | CI              | 2               | 0               | -                  | -                  | -                  | 37     | 2      |
| 2009-2010       | Ascoli          | B               | 28         | 2          | CI              | 2               | 0               | -                  | -                  | -                  | 30     | 2      |
| 2010-2011       | Ascoli          | B               | 19         | 2          | CI              | 1               | 1               | -                  | -                  | -                  | 20     | 3      |
| Totale Ascoli   | Totale Ascoli   | Totale Ascoli   | 99         | 9          |                 | 5               | 1               |                    | -                  | -                  | 104    | 10     |
| Totale carriera | Totale carriera | Totale carriera | 407+3      | 36         |                 | 8+              | 1+              |                    | -                  | -                  | 418+   | 37+    |

## Palmarès
- Campionato nazionale Dante Berretti: 1

Nola: 1993-1994
- Torneo di Viareggio: 1

Torino: 1995